# Chibuluma Mines
Chibuluma Mines ist eine Aktiengesellschaft in Sambia. Sie befindet sich seit 1998 zu 85 Prozent im Besitz der Metorex Ltd. in der Republik Südafrika und zu 15 Prozent im Besitz der Zambia Consolidated Copper Mines Investment Holdings. Chibuluma Mines wird an der Börse Lusaka Stock Exchange quotiert, also nicht gehandelt.
Das Unternehmen fördert seit Mitte der 1940er Jahre im Tagebau Kupfer- und Kobalterz in Chibuluma-West und -Süd bei Kitwe. Ihre Kapazität lag 2002 bei 1.200 t Kupfer pro Monat. Zuvor hatte Metorex durch eine Investition von 13,26 Mio. US$, d. h. durch eine neue Anlage in Chibuluma-Süd, die 2001 den Betrieb aufnahm, die Kapazität verdoppelt. 2003 wurden 5.300 t Kupfer gefördert, 2002 7.373 t Kupfer und 77 t Kobalt. Die Erzlager in Chibuluma-West mit 2,5 Prozent Kupfer- und 0,1 Kobaltgehalt gelten als fast erschöpft und sollten Ende 2004 stillgelegt werden. Die Förderung von 20.000 t Erz, also 600 t Kupfer pro Monat wird jedoch als Untertagebau fortgeführt. Die in Chibuluma-Süd mit drei Prozent Erzgehalt können noch bis 2015 (Schätzung) ausgebeutet werden.
Chibuluma Mines will die Kupfererzverarbeitung von 10.000 t auf 40.000 t pro Monat erhöhen. Gewonnen wird ein Konzentrat, das zur Weiterverarbeitung entweder an sambische Firmen verkauft oder nach Südafrika transportiert wird.
Von Chibuluma Mines liegen weder Bilanzen noch Umsatzzahlen vor. 2006 liegt der Weltmarktpreis für eine Tonne Kupfer etwa bei 5.000 US$. Produziert werden 2006 13.000 t Kupferkonzentrat, was einem Umsatz von etwa 50 Mio. US$ entsprechen könnte.